# Почесний шеф
Почесний шеф (шеф полку кавалерії, піхоти і т. д., також може використовуватися назва «патрон») — почесний командир військового підрозділу чи військового навчального закладу. Належить до імператорської (королівської) родини або генерал з великими заслугами. Також почесними шефами можуть бути представники монарших родин дружніх держав.

## Історія

### Виникнення
У 15-17 століттях в європейських арміях була популярною практика використання найманих німецьких солдатів ландскнехтів. Вербуванням ландскнехтів займалися фельдгауптмани, котрі отримували замовлення і гроші від князів та інших клієнтів. При цьому посада фельдгауптмана була не суто військовою. Він був відповідальний за забезпечення підрозділу (в даному випадку роти) та оплату праці солдатів. Схожа система утримування рот зберігалася до початку XIX століття.
До кінця XVI ст. ця система розвинулася і збільшився розмір найманих підрозділів до полків. У цьому масштабі фельдгауптмани перетворилися на шефів полку. Через їхні руки теж проходив жолд (оплата найманого війська) та інші доходи.
На честь шефів полку почали називати і самі полки.
Під час переходу до професійних армій знову набув іншого змісту термін «шеф полку». Великі землевласники (князі, монархи) почали створювали власні підрозділи, які називалися в їхню честь.

## XIX століття
На початку XIX століття у німецьких землях була відмінена практика утримування полків, зокрема у Пруссії — під час військових реформ 1807—1814 років. Тепер полки повинні були називатися відповідно до роду військ та порядкового номера.

## Велика Британія
У сучасному світі схожа система збереглася у деяких країнах з монархічною формою державного управління, в тому числі у Великій Британії. В Сполученому королівстві, а також у країнах Британської Співдружності, призначають почесних шефів (Colonel-in-Chief). Їхня посада визначається терміном «королівський полковник» (Royal Colonel). Почесні призначення не означають надання почесному шефу військового звання та уніформи. Вони мають церемоніальне значення і потрібні для посилення зв'язку між Королівською армією та Королівською сім'єю. Призначення королівських полковників відбувається на основі указу Британської королеви і публікуються у прес-релізі палацового прес-секретаря.
Також у Сполученому королівстві підтримується символічний зв'язок з монаршими родинами інших країн. Наприклад:
- королева Данії Маргрете ІІ, Верховний головнокомандувач збройних сил Данії, з 1992 є шефом Королівського Валлійського полку, а до цього була шефом Полку Королеви (1972—1992).
- Йорданський король Абдалла II є почесним шефом Полку легких драгунів.